# New York Ninja
New York Ninja é um filme de ação americano de 2021, escrito, dirigido e estrelado por John Liu. Foi filmado em 1984, mas não foi editado ou lançado até 2021, quando suas filmagens foram descobertas e restauradas pela distribuidora Vinegar Syndrome.
New York Ninja foi filmado na cidade de Nova York e engavetado após a falência de sua distribuidora original. As filmagens abandonadas foram eventualmente adquiridas pela Vinegar Syndrome; sem áudio, storyboards ou roteiros, o filme foi reconstruído por um novo diretor, Kurtis M. Spieler, e o diálogo foi dublado por atores como Don "The Dragon" Wilson, Michael Berryman, Cynthia Rothrock, Linnea Quigley, Vince Murdocco, Matt Mitler, Leon Isaac Kennedy e Ginger Lynn Allen.

## Enredo
John Liu, técnico de som de uma emissora de TV em Nova York, descobre que sua esposa Nita está grávida, mas ela é assassinada por um criminoso armado com uma faca, Freddy Cufflinks. Em luto, Liu é atacado por uma gangue, mas os enfrenta. Ele se encontra com o detetive Jimmy Williams, que diz que a polícia está fazendo o possível para resolver o caso, mas Liu não está satisfeito. Ele decide virar vigilante, usando um traje de ninja e se armando com katanas e shurikens.
Liu impede um estupro em grupo ao eliminar os agressores com shuriken. Em seguida, recupera a bolsa e joias roubadas de um casal de turistas, perseguindo os ladrões com patins, uma ação registrada por repórteres presentes. A façanha vira manchete, chamando a atenção de um serial killer conhecido como Plutonium Killer, chefe de uma rede de prostituição que sequestra mulheres e as vende a clientes internacionais.
Liu impede que uma gangue ataque duas mulheres, enquanto seus colegas de trabalho da TV, a repórter Randi Rydell e o cameraman Jack, filmam a briga sem saber que Liu é o ninja. Mais tarde, Liu salva os dois de outro ataque. Com suas ações, o "New York Ninja" ganha mais cobertura da imprensa e o apoio da população.
Quando um garoto é atacado por criminosos a quem devia dinheiro, Liu o salva. Semanas depois, os dois se tornam amigos, vão pescar e assistem a um desfile de Halloween. Nesse desfile, o Plutonium Killer hipnotiza e sequestra uma mulher. Ele a leva para o carro, onde fazem sexo enquanto partes de sua pele derretem. Na manhã seguinte, ainda no carro, dois bandidos tentam assaltá-lo, mas são derrotados pelo motorista do vilão, Rattail. A polícia encontra o corpo da mulher em um beco e atribui o crime ao Plutonium Killer.
Durante uma entrevista com o prefeito Lewis sobre o New York Ninja, criminosos armados a mando do Plutonium Killer, incluindo Cufflinks, tentam sequestrar Randi. Mas são impedidos por um grupo de crianças fantasiadas de ninjas com acessórios do herói. Depois, Cufflinks e seus comparsas Ricco e Switchblade conseguem capturar Randi e a detetive Janet Flores, colega de Williams. Um agente da Interpol infiltrado, conhecido como Pale Man, revela a Williams o esquema de tráfico do Plutonium Killer e que ele está por trás da morte de Nita.
Liu enfrenta Cufflinks, Ricco, Switchblade e o Plutonium Killer. Eles tentam capturá-lo, mas ele escapa para um campo e derrota Rattail em um duelo de espadas. Em outro local, o Plutonium Killer queima uma foto de Jack e transforma seu rosto no dele. Liu e Williams invadem o cativeiro onde as mulheres sequestradas, incluindo Flores, estão presas, e as libertam. O vilão, disfarçado de Jack, tenta atrair Randi, mas Liu usa um espelho para refletir a luz do sol, derretendo a máscara falsa do assassino. Ele então sequestra Randi em um carro e a leva a um hangar. Liu o persegue, Randi escapa, e Liu enfrenta o vilão em um duelo de espadas. O Plutonium Killer tenta fugir de helicóptero, mas Liu planta uma bomba que explode a aeronave, matando o vilão.
No final, a polícia prende Liu brevemente, mas as crianças fantasiadas retornam e o ajudam a escapar.

## Elenco
- John Liu como John Liu, funcionário de uma emissora de TV de Nova York
- Don "The Dragon" Wilson como a voz de Liu
- Linnea Quigley como a voz de Randi Rydell
- Vince Murdocco como a voz de Jack "O Cameraman"
- Leon Isaac Kennedy como a voz do detetive Jimmy Williams
- Cynthia Rothrock como a voz da detetive Janet Flores
- Matt Mitler como a voz de Freddy Cufflinks
- Ginger Lynn Allen como a voz de Nita Liu
- Zihan Zhao como a voz do garoto
- Bill Timoney como a voz do Pale Man
- Darius Churchman como a voz de Ricco
- Tom Wayland como a voz de Switchblade
- Wayne Grayson como a voz de Rattail
- Michael Berryman como a voz do Plutonium Killer

A atriz de filmes adultos Sharon Mitchell faz uma breve participação no metrô.

## Produção
As filmagens de New York Ninja começaram no fim de 1984 em Nova York. Segundo o artista de efeitos especiais Carl Morano, "Eles não tinham nenhum recurso. Pessoas diferentes apareciam em dias diferentes. A gente se encontrava todas as manhãs no Howard Johnson, onde o John Liu estava hospedado, e pegava uma van até o local". O orçamento estimado dos efeitos especiais era de 100 dólares, quase todo gasto na criação do rosto derretido do Plutonium Killer.
Apesar da divulgação em revistas do setor em 1984, o material filmado foi arquivado quando a 21st Century Distribution Corporation faliu e vendeu seus ativos.

## Reconstrução e lançamento
Kurtis M. Spieler, o "re-diretor" e editor de New York Ninja, declarou: "O que tentei fazer foi montar a coisa mais coerente possível com o que eu tinha". As filmagens, guardadas em rolos de filme, tinham de seis a oito horas de duração e não incluíam créditos dos atores. Foram adquiridas pela Vinegar Syndrome, empresa especializada em restauração e distribuição de vídeos. Sem áudio, storyboards ou roteiros, Spieler teve que reconstruir tudo apenas com as imagens. O único roteiro sobrevivente era o de Morano, que mencionava um personagem chamado "Detetive Dolemite", talvez pensado para ser interpretado por Rudy Ray Moore.
Spieler acredita que Liu não conseguiu terminar as filmagens antes do encerramento da produção, dizendo que "o final parece inacabado". A Vinegar Syndrome cogitou filmar novas cenas, mas Spieler optou por usar apenas o material original. Em entrevista ao The New York Times, ele comentou: "Me perguntei, 'Se meu trabalho fosse ser editor nos anos 80, o que eu faria?'". Em entrevista à Paste, ele afirmou que tentou manter o espírito e o tom da produção original, ciente de que havia humor tanto intencional quanto não intencional no filme.
Spieler contratou a banda de Detroit Voyag3r para compor a trilha sonora e atores como Don "The Dragon" Wilson, Michael Berryman, Cynthia Rothrock, Linnea Quigley, Vince Murdocco, Matt Mitler, Leon Isaac Kennedy e Ginger Lynn para dublar os diálogos.
A versão reconstruída estreou no festival Beyond Fest, na Califórnia, em outubro de 2021. Foi lançada em Blu-ray pela Vinegar Syndrome em novembro de 2021.

## Recepção crítica
No Rotten Tomatoes, o filme tem 96% de aprovação com base em 23 avaliações, com nota média de 7,3/10.
Josiah Teal, do Film Threat, chamou o filme de "reassistível, cheio de frases marcantes e perfeito para uma sessão dupla com Samurai Cop ou um filme de Bruceploitation", e escreveu que "a Vinegar Syndrome encontrou/criou um clássico cult fantástico". J. Hurtado, do Screen Anarchy, disse que o filme "é o tipo de joia que exige ser vista com um público", e escreveu: "Por mais bobo que New York Ninja seja, é a autenticidade da produção original que realmente faz tudo funcionar. Liu pode não ter sido um artista refinado, mas sabia o que queria — e o que ele queria era trazer a ação exagerada e campy do fim dos anos 70 de Hong Kong para as ruas de Nova York".